# Porfíros gránit
A porfíros gránit gránitos kőzet több mint 65% szilíciummal és legkevesebb 20% kvarccal. Rózsaszínű ortoklász és fehér mikrolin vagy albitos földpát jelen van. Látható a biotit csillám is. Hornblende is hozzájárulhat a pettyezett megjelenéshez.
Szerkezet: A gránit szemcsés vagy porfíros lehet. A fenokristályok rendszerint 6 cm hosszúságot is elérő földpátok.
Eredet: A Föld kérgében, mélységben, két lépésben lehűlt magmából keletkezik.
- Csoport: magmás
- Eredet: mélységi
- Szemcseméret: durva
- Kristályalak: alaktalan, saját alakú
- Osztályozás: savanyú
- Előfordulás: pluton
- Szín: világos